# کارن لارنس (نویسنده)
```
کارن لارنس
 (زاده ۵ فوریه ۱۹۵۱ در 
ویندزور
، 
انتاریو
)
[
۱
]
 نویسنده‌ای 
کانادایی
 است که به خاطر رمان خود در سال ۱۹۸۶ به 
نام زندگی هلن تنها
، برنده 
جایزه اولین رمان
 کتاب‌ها در کانادا شد.
[
۲
]
```

لارنس در دانشگاه ویندزور و دانشگاه آلبرتا تحصیل کرد. در زمان برنده شدن این جایزه، او به همراه همسرش در سن دیگو، کالیفرنیا اقامت داشت.
دومین رمان او به نام چشمه‌های آب زنده، در سال ۱۹۹۰ منتشر شد. علاوه بر رمان‌های خود، لارنس دو مجموعه شعر را منتشر کرد و چندین داستان کوتاه در مجلات ادبی منتشر کرده‌است.

## آثار
- شعرهای اینانا (۱۹۸۰)[۱]
- زندگی هلن تنها (۱۹۸۶، شابک ‎۹۷۸۰۳۹۴۵۵۲۲۸۶)
- چشمه‌های آب زنده (۱۹۹۰، شابک ‎۹۷۸۰۳۹۴۵۶۸۰۸۹)